# Municipio de Oxley
El municipio de Oxley (en inglés: Oxley Township) es un municipio ubicado en el condado de Searcy en el estado estadounidense de Arkansas. En el año 2010 tenía una población de 364 habitantes y una densidad poblacional de 4,39 personas por km².

## Geografía
El municipio de Oxley se encuentra ubicado en las coordenadas 35°52′2″N 92°27′47″O / 35.86722, -92.46306. Según la Oficina del Censo de los Estados Unidos, el municipio tiene una superficie total de 83 km², de la cual 82,93 km² corresponden a tierra firme y (0,08 %) 0,07 km² es agua.

## Demografía
Según el censo de 2010, había 364 personas residiendo en el municipio de Oxley. La densidad de población era de 4,39 hab./km². De los 364 habitantes, el municipio de Oxley estaba compuesto por el 95,05 % blancos, el 1,1 % eran amerindios, el 0,27 % eran asiáticos, el 0,27 % eran isleños del Pacífico y el 3,3 % eran de una mezcla de razas. Del total de la población el 0 % eran hispanos o latinos de cualquier raza.